# Helgoländer Felssockel
Helgoländer Felssockel (Duits: Naturschutzgebiet Helgoländer Felssockel) is een beschermd natuurgebied gelegen in de Noordzee en maakt deel uit van de deelstaat Sleeswijk-Holstein. De oprichting tot beschermd natuurgebied vond plaats op 24 april 1981 per verordening (№ 91/1981) in het Wet- en Verordeningsgeschrift van Sleeswijk-Holstein.

## Kenmerken
Het beschermde gebied heeft een oppervlakte van 51,38 km² verdeeld over twee clusters en ligt rondom de eilanden Helgoland en Düne. De eilanden zelf en het tussen hen in gelegen deel van de Noordzee met de haven zijn geen onderdeel van de Helgoländer Felssockel. Het gebied omvat de enige mariene rotsbodembiotoop van het land en uniek voor Duitsland is ook de aanwezigheid van rotswadden en kelpwouden, waarin ongeveer 400 soorten algen zijn vastgesteld. Helgoländer Felssockel bereikt een maximale diepte van 48 meter. De rotsbodem voor de west- en noordwestkust van Helgoland valt gedeeltelijk droog tijdens laagtij.

## Natura 2000
Samen met de Lummenfelsen op Helgoland en de duinen en stranden van Düne is het gebied ondergebracht onder Natura 2000-gebied "Helgoland met Helgoländer Felssockel" en valt onder de Habitatrichtlijn. Diersoorten die onder de Habitatrichtlijn vallen zijn de bruinvis (Phocoena phocoena), gewone zeehond (Phoca vitulina) en grijze zeehond (Halichoerus grypus).